# Pi blanc varietat Ceciliae
El pi blanc varietat Ceciliae, pi d'en Llorens o pi campaner (Pinus halepensis var. ceciliae) és una varietat de pi blanc endèmica de les Illes Balears.
Aquesta varietat fou descoberta pels farmacèutics mallorquins Antoni Llorens i Lleonard Llorens el 1972 a la possessió de So n'Albertí, a la Marina de Llucmajor, Mallorca. Posteriorment se'n descobriren a altres indrets de Mallorca: a Artà, al turó anomenat Puig dels Pins Campanars i a Puigpunyent. També a Eivissa, a Menorca i a Cabrera, però no se n'ha trobat cap a Formentera. A Mallorca se'n troben a 3 llocs de manera natural i en altres 7 plantats. A Menorca n'hi ha de naturals a 5 llocs al sud de l'illa i plantats en altres 2. A Eivissa n'hi ha en set llocs de manera natural arreu de l'illa i en un d'ells s'han comptat fins a 60 exemplars. En total n'hi ha un centenar de naturals o sembrats i un centenar i mig en diversos jardins botànics de les Illes Balears i la Península i en dues zones de restauració paisatgística (autopista de Llucmajor i es Carnatge, 50 i 70 exemplars respectivament).

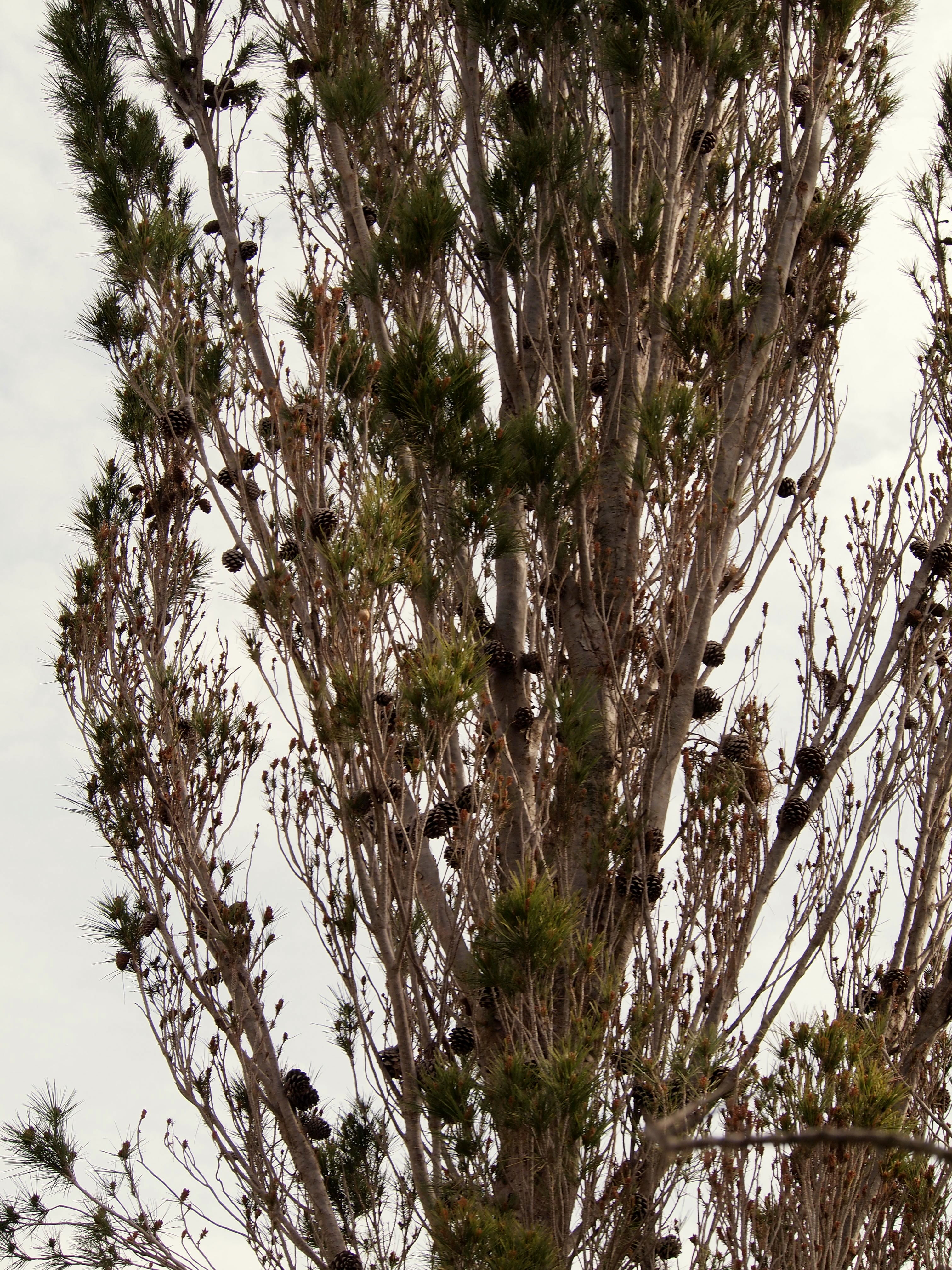
Detall de les branques

Són arbres d'altura no superior als 15 m, perennifolis i monoics, amb branques dretes properes al tronc, moltes vegades divaricades, que surten del tronc en angles de només uns 15°, la qual cosa els dona una forma de flama, d'aspecte fastigiat, com el dels xiprers. L'escorça és argentada. Les seves fulles són curtes, de fins a 7 cm de longitud, d'un verd més intens que el P. halepensis halepensis, geminades, rudes en els seus costats, un poc acanalades, punyents, i ubicades en gran nombre en els extrems de les banques formant un dens i curt pinzell. Les infructescències són vermelloses, de fins a 9 cm de longitud, en forma d'ou i coniformes, i amb el seu apeix més o manco arrodonit obtús. Les pinyes no arriben als 4-5 cm de llargària i romanen molt de temps enganxades a l'arbre a causa del fort peduncle que les sosté. La seva fusta és més blana que la del pi blanc, per la qual cosa els llenyaters el preferien a l'hora de tallar-ne. Antigament s'emprava com a pal d'embarcacions per la seva rectitud.
Les principals amenaces sobre la població natural són: reduït nombre d'exemplars reproductors, manca de reclutament, pressió urbanística, incendis forestals, presència de perforadors i processionària (Thaumetopoea pityocampa) i el vent.